# IC 1977
IC 1977 — галактика типу SBb (компактна витягнута галактика) у сузір'ї Телець.
Цей об'єкт міститься в оригінальній редакції індексного каталогу.